# USLTA Miami Beach 1973
Lo USLTA Miami Beach 1973 è stato un torneo di tennis facente parte del Women's International Grand Prix 1973. Il torneo si è giocato a Miami negli USA dal 9 al 15 aprile 1973 su campi in terra rossa.

## Vincitrici

### Singolare
Chris Evert ha battuto in finale  Evonne Goolagong con il punteggio di 3–6, 6–3, 6–2

### Doppio
- Torneo di doppio non disputato